# Droshak
Droshak (Troshag, in armeno Դրօշակ?, "Bandiera") è l'organo ufficiale della Federazione Rivoluzionaria Armena (ARF) pubblicato a Tiflis (1890), Balcani (1890), Ginevra (1892-1914), Parigi (1925-33), Beirut (1969-85), Atene (1986-96), Yerevan (dal 1999).

## Storia
Fu pubblicato per la prima volta nel 1890 dal fondatore dell'ARF Christapor Mikaelian come mensile, poi come bimestrale, bisettimanale e settimanale. Inizialmente era pubblicato come giornale illegale a Tiflis (Tbilisi) nell'Impero russo, e fu istituito come testata legale a Ginevra nel 1892, dove continuò a essere stampato fino al 1914, quando la pubblicazione terminò a causa dell'inizio della prima guerra mondiale. L'argomento principale del giornale riguardava le questioni ideologiche del partito e del Movimento di liberazione nazionale armeno. Riprese la pubblicazione a Parigi nel 1925 fino a terminare nuovamente nel 1933. Durante questo periodo, il giornale affrontò le questioni politiche e ideologiche riguardanti la situazione nell'Armenia sovietica (dove l'ARF era bandita) e i dibattiti tra comunismo e socialismo. Venne rifondato come settimanale a Beirut nel 1969 e fu trasferito ad Atene nel 1986 (dove venne pubblicato con cadenza bisettimanale) dopo il rapimento del suo editore Sarkis Zeitlian. Il comitato editoriale del Droshak tornò in Libano nel 1996, ma la pubblicazione continuò ad Atene. Dopo la registrazione ufficiale del Droshak nella Repubblica di Armenia nel 1999, il comitato editoriale e la pubblicazione si trasferirono a Erevan. Da allora, è stampato su base cartacea a cadenza trimestrale e produce pubblicazioni elettroniche settimanali.
Editori:
- Christapor Mikaelian
- Rostom (Stepan Zorian)
- Honan Davtian
- Mikael Varandian
- Simon Vratsian
- Babgen Papazian
- Sarkis Zeitlian
- Nazaret Berberian
- Karen Khanlarian
- Artash Shahbazian

e altri.